# Lithocarpus truncatus
Lithocarpus truncatus (King ex Hook.f.) Rehder – gatunek roślin z rodziny bukowatych (Fagaceae Dumort.). Występuje naturalnie w północno-wschodnich częściach Indii i Mjanmy, północnej Tajlandii, południowych Chinach (w południowo-wschodnim Tybecie i południowym Junnanie) oraz północnym Wietnamie. 

## Morfologia
PokrójZimozielone drzewo dorastające do 30 m wysokości.
LiścieBlaszka liściowa jest skórzasta i ma kształt od podługowatego do lancetowatego. Mierzy 10–15 cm długości oraz 3–7 cm szerokości, jest całobrzega, ma klinową nasadę i spiczasty wierzchołek. Ogonek liściowy jest nagi i ma 10–15 mm długości.
OwoceOrzechy o niemal kulistym kształcie, dorastają do 30 mm długości i 26 mm średnicy. Osadzone są pojedynczo w miseczkach o odwrotnie stożkowatym kształcie, które mierzą 25–35 mm długości i 25–30 mm średnicy. Orzechy otulone są w miseczkach do 70–80% ich długości.

## Biologia i ekologia
Rośnie w wiecznie zielonych lasach. Występuje na wysokości od 700 do 2200 m n.p.m. Kwitnie od czerwca do sierpnia, natomiast owoce dojrzewają od sierpnia do października.